# Mandjoura
La sotsprefectura de Mandjoura és una sotsprefectura de la regió de Bahr el Gazel, al Txad. L'any 2009 tenia 20.150 habitants, dels quals el 72,23% eren nòmades.